# Hubert Godart
Hubert Godart (Viane, 30 agosto 1913 – Viane, 2 novembre 1983) è stato un ciclista su strada belga.
Professionista dal 1938 al 1939, vinse una Gand-Wevelgem, che rimase l'unico successo della sua brevissima carriera.